# Park County, Montana
Park County är ett administrativt område i delstaten Montana, USA, med 15 636 invånare. Den administrativa huvudorten (county seat) är Livingston. 
Del av Yellowstone nationalpark ligger i countyt. 

## Geografi
Enligt United States Census Bureau så har countyt en total area på 7 288 km². 7 260 km² av den arean är land och 28 km² är vatten. 

### Angränsande countyn
- Gallatin County - väst
- Meagher County - nord
- Sweet Grass County - öst
- Stillwater County - öst
- Carbon County - öst
- Park County, Wyoming - syd